# Марша Айвънс
Марша Сю Айвънс (на английски: Marsha Sue Ivins), родена на 15 април 1951 г. в Балтимор, Мериленд е астронавт на НАСА, ветеран от 5 космически полета.

## Образование
Завършила е Университета в Боулдър, Колорадо. Получава бакалавърска степен по аерокосмическо инженерство през 1973 г.

## Служба в НАСА
Започва работа в НАСА веднага след дипломирането си. Работи в Космическия център Линдън Джонсън, Хюстън, Тексас главно контролната зала. През 1980 г. става полетен инженер и пилот на административния самолет на НАСА. Избрана е за астронавт на 23 май 1984 г., Астронавтска група №10. Завършва успешно курса на обучение през юни 1985 г. Участва в 5 космически полета по програмата „Спейс шатъл“.

### Полети
| Космически полети на Марша Сю Айвънс                     | Космически полети на Марша Сю Айвънс | Космически полети на Марша Сю Айвънс | Космически полети на Марша Сю Айвънс | Космически полети на Марша Сю Айвънс | Космически полети на Марша Сю Айвънс | Космически полети на Марша Сю Айвънс |
| №                                                        | Дата                                 | КК                                   | Емблема на мисията                   | Функции                              | Продължителност                      |                                      |
| -------------------------------------------------------- | ------------------------------------ | ------------------------------------ | ------------------------------------ | ------------------------------------ | ------------------------------------ | ------------------------------------ |
| 1                                                        | 9 януари 1990                        | „Колумбия“, мисия STS-32             |                                      | Специалист на мисията                | 10 денонощия 21 часа 00 мин. 36 сек. |                                      |
| 2                                                        | 31 юли 1992                          | „Атлантис“, мисия STS-46             |                                      | Специалист на мисията                | 7 денонощия 23 часа 15 мин. 03 сек.  |                                      |
| 3                                                        | 4 март 1994                          | „Колумбия“, мисия STS-62             |                                      | Специалист на мисията                | 13 денонощия 23 часа 16 мин. 41 сек. |                                      |
| 4                                                        | 12 януари 1997                       | „Атлантис“, мисия STS-81             |                                      | Специалист на мисията                | 10 денонощия 04 часа 56 мин. 30 сек. |                                      |
| 5                                                        | 7 февруари 2001                      | „Атлантис“, мисия STS-98             |                                      | Специалист на мисията                | 12 денонощия 21 часа 21 мин. 00 сек. |                                      |
| Сумарно време в космоса – 55 денонощия 21 часа 48 минути |                                      |                                      |                                      |                                      |                                      |                                      |

## Награди
- Медал на НАСА за участие в космически полет (5).